# Гіллсборо (округ, Флорида)
Шаблон:StateAbbr_ 27°55′ пн. ш. 82°21′ зх. д. / 27.91° пн. ш. 82.35° зх. д.
Гіллсборо (англ. Hillsborough County — «пагорбове місто») — округ (графство) на центральному заході штату Флорида. Площа 2722 км².
Населення 1195,317 тисячі осіб (2009 рік). Центр округу — Тампа.
Округ виділений 1834 року з повіту Сент-Джонс (Флорида).
В окрузі розташовані міста Тампа, Плат-Сіті, Темпл-Террес. Повіт входить до агломерації Тампи.

## Історія
Округ утворений 1834 року.

## Демографія
За даними перепису 2000 року загальне населення округу становило 998948 осіб, зокрема міського населення було 942962, а сільського — 55986. Серед мешканців округу чоловіків було 488772, а жінок — 510176. В окрузі було 391357 домогосподарств, 255222 родин, які мешкали в 425962 будинках. Середній розмір родини становив 3,07.
Віковий розподіл населення поданий у таблиці:
| Стать    | До 15 років | 15-21 | 22-29 | 30-39 | 40-49 | 50-65 | 65-85 | Понад 85 |
| -------- | ----------- | ----- | ----- | ----- | ----- | ----- | ----- | -------- |
| Чоловіки | 108781      | 47490 | 56406 | 81147 | 74106 | 70577 | 46161 | 4104     |
| Жінки    | 103773      | 46315 | 56872 | 81443 | 76778 | 75587 | 60245 | 9163     |